# لورا جیمز
لورا جیمز (انگلیسی: Laura James؛ زادهٔ ۱۸ نوامبر ۱۹۹۰) یک مانکن (فرد) اهل ایالات متحده آمریکا است.